# Płachty (województwo pomorskie)
Płachty – wieś  w Polsce, położona w województwie pomorskim, w powiecie kościerskim, w gminie Liniewo.
Wieś pogranicza kaszubsko-kociewskiego położona przy DW224 w pobliżu Wietcisy, stanowi sołectwo gminy Liniewo. 
W latach 1975–1998 miejscowość położona była w województwie gdańskim.